# McLaren MP4-12C
McLaren MP4-12C — суперкар британской компании McLaren Automotive, представленная Франкфуртском автосалоне в 2009 году. Автомобиль поступил в продажу в 2011 году по цене 168 500 фунтов стерлингов (199 700 евро) в Великобритании, 200 000 € в Германии, 201 000 € во Франции и Монако, 201 680 € в Италии и 203 360 € в Бельгии. Выпускался вплоть до 2014 года, после чего был заменён на McLaren 650S.

## Двигатель

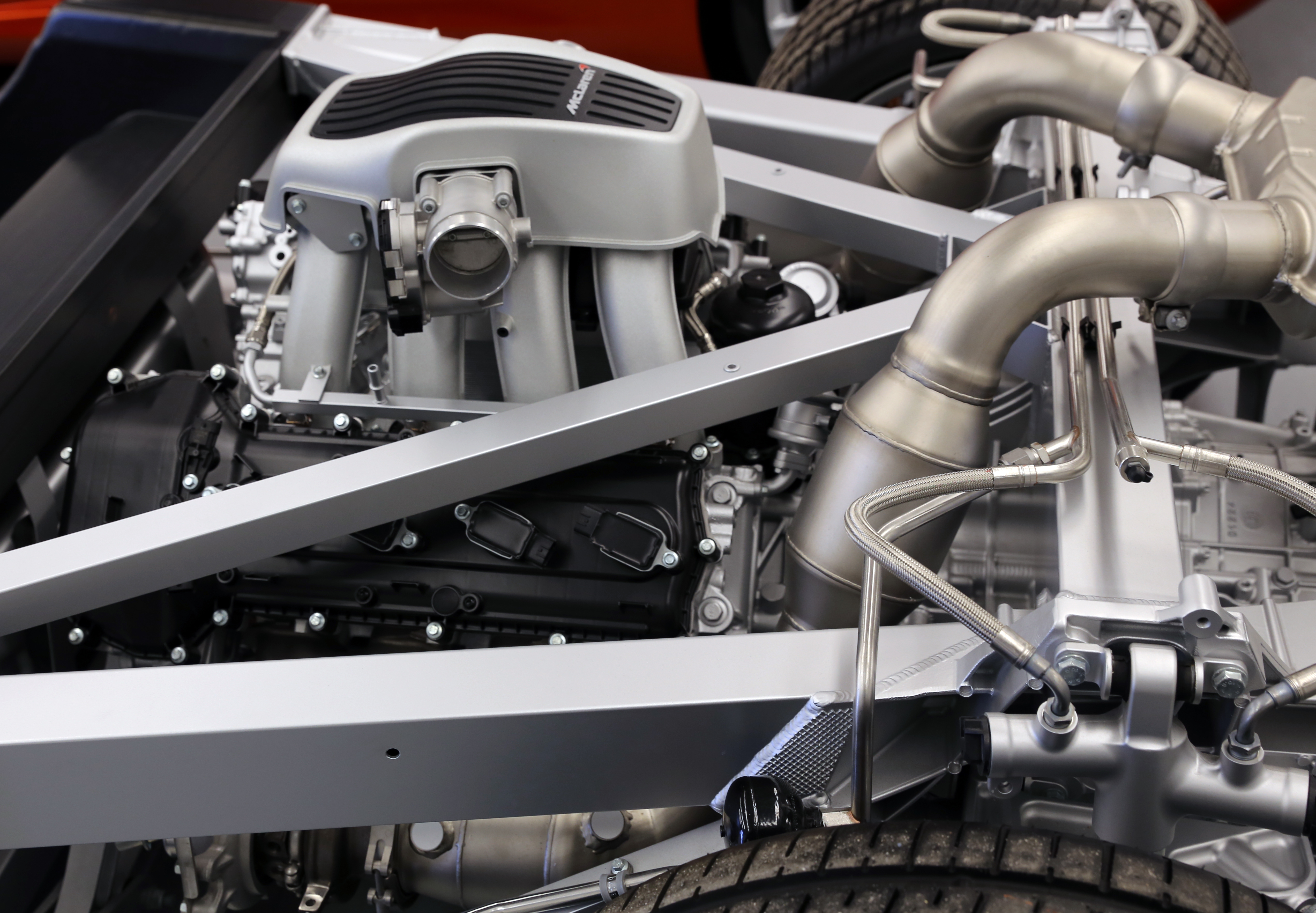
Двигатель M838T на McLaren’е MP4-12C

MP4-12C стал первым автомобилем McLaren с двигателем собственной разработки; ранее компания сотрудничала с BMW (McLaren F1) и Mercedes (Mercedes-Benz SLR McLaren).
Мотор V8 3.8 л. под названием M838T сделали англичане. Двигатель, оснащённый системой VVT и двумя турбокомпрессорами, выдаёт 600 лошадиных сил и столько же ньютон-метров. Создатели машины отмечают, что 80 % крутящего момента доступно ещё до 2000 об/мин, (раскручивается двигатель до 8500 об/мин).

## Трансмиссия
Коробка передач: тягу на заднюю ось передаёт семиступенчатая роботизированная коробка с двумя «мокрыми» сцеплениями, именуемая SSG. Коробка работает в трех режимах: Normal, Sport и High Performance. Есть лаунч-контроль и «зимний» режим. Механический режим отсутствует. Имеется система Pre-Cog, которая работает по принципу фокусировки фотоаппарата. При касании кнопки переключения передачи — программа готовит коробку. После того как клавиша переключения нажата до конца — передача моментально повышается или понижается.

## Кузов

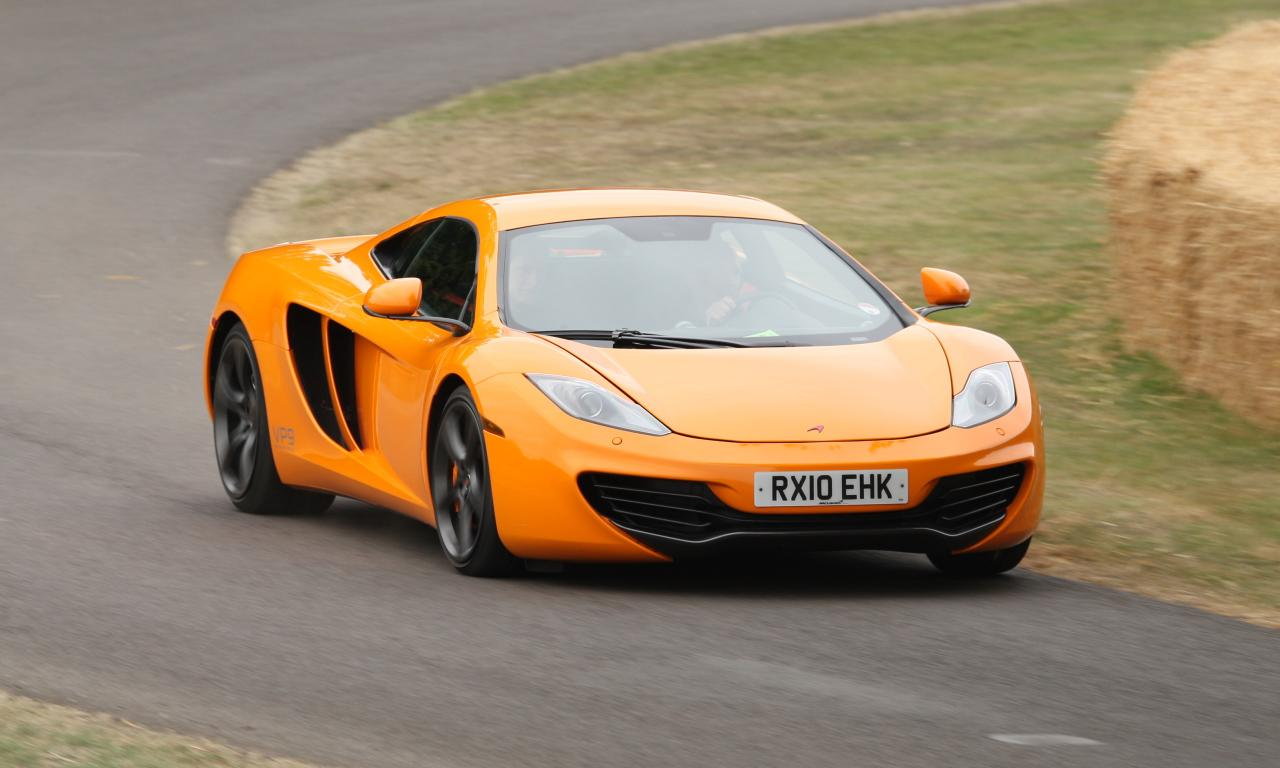
McLaren MP4-12C на Фестивале скорости в Гудвуде-2010

Создатели использовали цельный углепластиковый монокок MonoCell, к которому монтируются мотор, шасси и навесные детали из алюминия и углепластика. Сама пространственная конструкция крепкая и лёгкая (80 кг). Её изготовление занимает не более четырёх часов и как результат дешевле. Сэкономленные деньги были пущены на снижение веса других узлов автомобиля: алюминиевые механизмы тормозов, легчайшие колёса, практические невесомая, но невероятно производительная выпускная система.

## Подвеска
Подвеска автомобиля выполнена по схеме с двойными поперечными рычагами и винтовыми пружинами. Вместо традиционных механических стабилизаторов используются активные гидравлические стабилизаторы, обеспечивающие три режима настройки жёсткости.

## Обновление
С 2012-го модельного года все автомобили получили пакет улучшения характеристик двигателя, трансмиссии, климатической системы и электрооборудования. Большинство усовершенствований было внесено с учётом жалоб клиентов. Фары головного света связаны с датчиком дождя, а сиденья имеют функцию easy entry — облегчения процесса посадки и выхода из автомобиля. Изменения коснулись также и цветовой гаммы кузова. Предложены также новые варианты дизайна колёсных дисков и внутренней отделки салона. После технических обновлений суперкар смог достичь скорости в 333 км/ч. Разгон до 100 км/ч. остался прежним, а до 200 уменьшился на 0,1 сек. Владельцы автомобилей получили бесплатно данный набор доработок осенью 2012 года. Вследствие доработок автомобиль подорожал приблизительно на £2 000.

## Автоспорт
Дебют MP4-12C в автоспорте состоялся на гонке 24 часа SPA 2011 года, где было представлено три машины. Только одна из них добралась до финиша на 25-м месте в общем зачете. В последующие годы McLaren также участвовал в 24 часа SPA, лучшим результатом было девятое место в 2012 году. В 2015 году был заменён на McLaren 650S GT3, лучший экипаж которого финишировал на 18-м месте.